# 1583 en philosophie
Chronologie de la philosophie
- 1579
- 1580
- 1581
- 1582
- 1583
- 1584
- 1585
- 1586
- 1587

L’année 1583 a été marquée, en philosophie, par les événements suivants :

## Publications
- Joannes Baptista Porta (Giambattista della Porta), De furtivis litterarum notis, Naples, 1583 (lire en ligne)

- Giordano Bruno :  
  - Ars reminiscendi (1583).
  - Explicatio triginta sigillorum (1583).

- Johann Thomas Freig :  Quaestiones geometricae, 1583.

## Décès
- Johann Thomas Freig (parfois aussi Freige, Frey, Freigius ou Frigius), philosophe allemand, appartenant à la scolastique tardive, né à Fribourg-en-Brisgau en 1543 et mort à Bâle en 1583. Freig a enseigné et écrit sur plusieurs disciplines, il est en particulier considéré comme l'un des premiers à utiliser le terme de psychologie ("psychologia") pour désigner l'étude de l'esprit.